# Северные Марианские Острова
Се́верные Мариа́нские Острова́ (англ. Northern Mariana Islands; чаморро Notte Mariånas), официально Содру́жество Се́верных Мариа́нских Острово́в (англ. Commonwealth of Northern Mariana Islands, чаморро Sankattan Siha Na Islas Mariånas, карол. Commonwealth Téél Falúw kka Efáng llól Marianas) — административное образование, имеющее статус неинкорпорированной организованной территории США. Расположено в западной части Тихого океана на архипелаге Марианские острова, деля их с Гуамом, к северу от Каролинских островов (Федеративных Штатов Микронезии).
Территория — 463,63 км². Административный центр — Сайпан на одноимённом острове. Всего 14 островов, самые крупные — Сайпан, Тиниан, Рота.
Население 47 329 человек (2020). Этнический состав: преимущественно филиппинцы, китайцы и чаморро.
Официальный язык — английский.
Вероисповедание: преобладает католицизм.
Флаг Северных Марианских Островов: введён в 1989 году.

## История

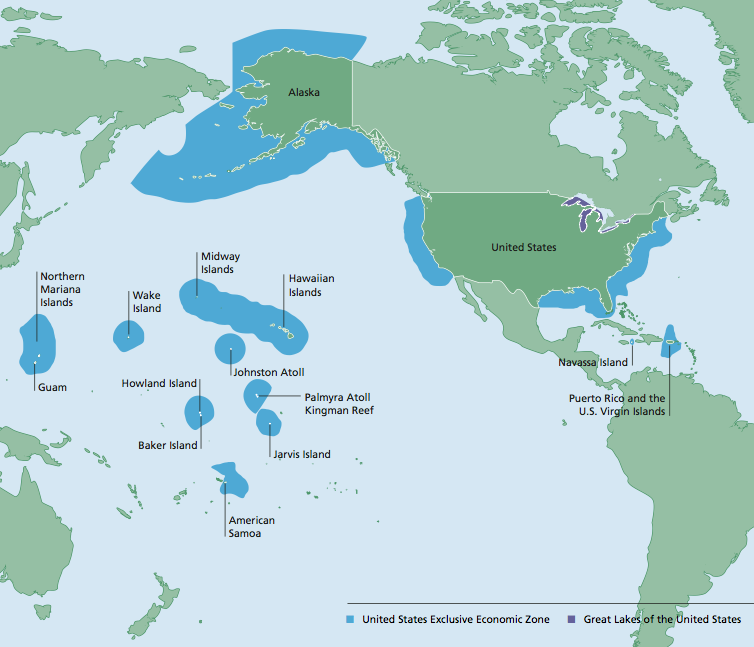
Карта с изображением исключительных экономических зон Северных Марианских островов и других стран

Марианские острова были открыты экспедицией Магеллана 6 марта 1521 года. Там аборигены чаморро, жившие на стадии первобытно-общинного строя, украли у испанцев лодку, и Магеллан назвал эти острова Las Islas de los Ladrones — то есть острова Воров, или Разбойничьи острова.
Хотя эти острова были объявлены владением Испании ещё в XVI веке, практически контроль над ними испанцы начали устанавливать только с 1668 года. Там высадились испанские монахи-иезуиты, переименовавшие острова в Марианские (Las Islas Marianas или Las Marianas) в честь королевы Марианны Австрийской и начавшие обращение аборигенов в христианскую веру. Это вызвало ожесточённое сопротивление туземцев, и в результате почти всё мужское население островов было уничтожено испанскими солдатами, сопровождавшими монахов. Впоследствии численность населения Марианских островов вновь возросла за счёт потомства женщин-аборигенок от испанских солдат и монахов.
Испанские колонизаторы практически не осваивали острова, а в конце XIX века тихоокеанскими территориями сильно заинтересовалась Германия. В итоге по договору от 12 февраля 1899 года Германия купила Марианские острова у Испании за сумму, эквивалентную $4,5 млн (кроме Гуама, аннексированного США — крупнейшего и самого южного острова Марианского архипелага).
Немцы стали создавать на островах плантации, однако их владычество было недолгим — в Первую мировую войну Марианские острова (как и соседние Каролинские и Маршалловы, также купленные Германией у Испании в 1899 году) были оккупированы Японией, которая по Версальскому договору получила их в соответствии с мандатом Лиги Наций.
Японцы активно развивали на островах плантации сахарного тростника, а также кокосовых пальм, табака и цитрусовых, проводили целенаправленную политику заселения островов японцами и насильственно ассимилировали аборигенов (в том числе методом принудительного физического смешения аборигенок с японскими поселенцами).
В ходе Второй мировой войны американские войска захватили Марианские и другие тихоокеанские острова, а по её окончании японские поселенцы были депортированы в Японию; при этом Каролинские, Маршалловы и Марианские острова по решению ООН были переданы в 1947 году под опеку США.
Содружество Северных Марианских Островов было создано в 1976 году в процессе раздела Подопечной территории ООН Тихоокеанские острова. В отличие от Маршалловых и Каролинских островов, Марианы решили отказаться от государственного суверенитета, предпочтя внутреннее самоуправление в составе США.
С 9 января 1978 года вступила в силу конституция Содружества Северных Марианских Островов.
4 ноября 1986 года вступило в силу окончательное соглашение о политическом статусе Северных Марианских Островов в составе США.
Долгое время острова оставались зоной, свободной от налогов, откуда товары, производимые там под маркой «Сделано в США», свободно ввозились в США. Так как трудовое законодательство США (в том числе закон о минимальной оплате труда) на Северные Марианские Острова не распространялось, то это позволяло использовать дешевый труд иммигрантов. В Конгрессе США была создана по требованию демократов комиссия, которая должна была расследовать деятельность компаний, работающих на островах. Однако администрация островов обратилась за помощью к известному лоббисту Джеку Абрамоффу, который добился роспуска комиссии. За указанные услуги только администрация островов заплатила Абрамоффу не менее 6,7 млн долларов. Однако в 2005 году Абрамофф был арестован, а в 2006 году осужден. Дело Абрамоффа привело к тому, что пострадали некоторые высокопоставленные чиновники, а конгрессмен Рэнди Каннингем в 2006 году получил 8 лет тюрьмы за взятки на общую сумму в 2,4 млн долларов. Кроме того, было ужесточено лоббистское законодательство.
В итоге после дела Абрамоффа в 2007—2008 годах были внесены изменения в договор о политическом статусе Содружества Северных Марианских Островов в составе США, приближающие законы Содружества к требованиям США, в том числе о постепенном повышении минимальной заработной платы до размеров, установленных в США, о выборах делегата в палату представителей конгресса США и об изменении иммиграционных законов (последние изменения вступили в действие 28 ноября 2009 года).

## География
Основная статья — География Северных Марианских Островов

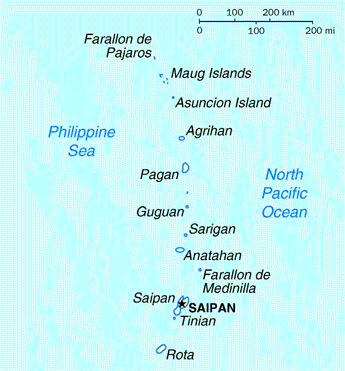
Карта Северных Марианских Островов.

Северные Марианские Острова вместе с островом Гуам на юге составляют архипелаг Марианских островов. Южные острова известняковые, с плоскими террасами и опоясывающими коралловыми рифами. Северные острова имеют вулканическое происхождение, на островах Анатахан, Паган и Агрихан располагаются активные вулканы. Вулкан на острове Агрихан самый высокий — 965 м.
Вулкан Анатахан представляет собой небольшой вулканический остров в 130 км к северу от острова Сайпан. Он занимает 10 км в длину и 3 км в ширину. 10 мая 2003 года началось первое извержение вулкана Анатахан из его восточного кратера. С тех пор извержения чередуются с периодами затишья. Во время извержения 6 апреля 2005 года в атмосферу было выброшено около 51 000 м³ вулканической пыли, в результате чего на юге, над островами Сайпан и Тиниан, образовалась огромная чёрная туча.
| №                | Остров                        | Площадь, км² | Население, чел. (2020) | Наивысшая точка | Пик                 | Координаты                             |
| ---------------- | ----------------------------- | ------------ | ---------------------- | --------------- | ------------------- | -------------------------------------- |
| Северные острова |                               |              |                        |                 |                     |                                        |
| 1                | Фаральон-де-Пахарос (Urracas) | 2,55         | —                      | 319             |                     | 20°33′ с. ш. 144°54′ в. д.             |
| 2                | Мауг                          | 2,13         | —                      | 227             | (Северный остров)   | 20°02′ с. ш. 145°19′ в. д.             |
| 3                | Асунсьон                      | 7,31         | —                      | 891             |                     | 19°43′ с. ш. 145°41′ в. д.             |
| 4                | Агрихан (Agrigan)             | 43,51        | 4                      | 965             | Гора Агрихан        | 18°46′ с. ш. 145°40′ в. д.             |
| 5                | Паган                         | 47,24        | 2                      | 579             | Гора Паган          | 18°08′36″ с. ш. 145°47′39″ в. д.       |
| 6                | Аламаган                      | 11,11        | 1                      | 744             | Аламаган            | 17°35′ с. ш. 145°50′ в. д.             |
| 7                | Гугуан                        | 3,87         | —                      | 301             |                     | 17°20′ с. ш. 145°51′ в. д.             |
| 8                | Банка Зеландия                | >0           | —                      | 2               |                     | 16°45′ с. ш. 145°42′ в. д.             |
| 9                | Сариган                       | 4,97         | —                      | 549             |                     | 16°43′ с. ш. 145°47′ в. д.             |
| 10               | Анатахан                      | 31,21        | —                      | 787             |                     | 16°22′ с. ш. 145°40′ в. д.             |
| 11               | Фаральон-де-Мединилья         | 0,85         | —                      | 81              |                     | 16°01′ с. ш. 146°04′ в. д.             |
| Южные острова    |                               |              |                        |                 |                     |                                        |
| 12               | Сайпан                        | 115,38       | 43 385                 | 474             | Гора Тапочау        | 15°11′06″ с. ш. 145°44′28″ в. д.       |
| 13               | Тиниан                        | 101,01       | 2044                   | 170             | Кастию (Lasso Hill) | 14°57′12″ с. ш. 145°38′54″ в. д.       |
| 14               | Агихан (Agiguan)              | 7,10         | —                      | 157             | Алутом              | 14°42′ с. ш. 145°18′ в. д.             |
| 15               | Рота                          | 85,39        | 1893                   | 491             | Гора Манира         | 14°08′37″ с. ш. 145°11′08″ в. д.       |
|                  | Северные Марианские Острова   | 463,63       | 47 329                 | 965             | Гора Агрихан        | 14°08' to 20°33’N, 144°54° to 146°04’E |

## Природные условия
Марианские острова — это вершины опустившегося вулканического хребта. Они довольно высоки. Так, высшая точка Мариан на острове Агрихан достигает высоты 965 м. На этом острове и на острове Паган — действующие вулканы.
Климат тропический, пассатно-муссонного типа. Сезонные колебания температуры незначительны. Среднемесячные температуры на Марианах 24—29 °С. Сухой сезон с декабря по июнь, дождливый сезон с июля по октябрь. С августа по ноябрь бывают тайфуны.

## Политическое устройство
Содружество имеет статус неинкорпорированной организованной территории США. Уроженцы Северных Марианских Островов обладают гражданством США, но, проживая на островах, они не могут голосовать на выборах президента США, Сената и Палаты представителей США.
Глава исполнительной власти — губернатор, избираемый населением на 4-летний срок.
Местное правительство состоит из 10 директоров департаментов (министерств), назначаемых губернатором.
Законодательная власть — двухпалатный парламент, состоящий из Сената (9 членов, избираемых на 4 года) и Палаты представителей (20 членов, избираемых на 2 года).
С января 2009 года Содружество Северных Марианских Островов представлено в конгрессе США в Палате представителей своим делегатом без права голоса, с возможностью участия в работе комитетов конгресса. В ноябре 2008 г. этим делегатом был избран Грегорио Саблан.

## Административное деление

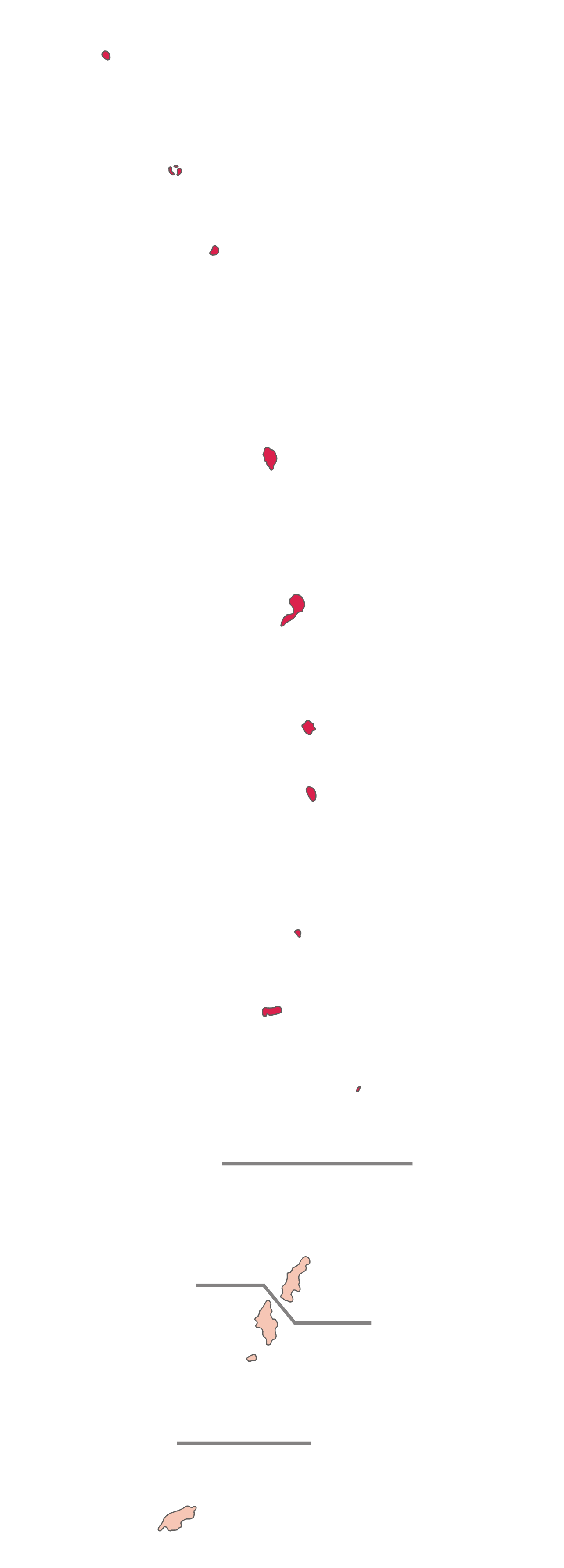
Административная карта Северных Марианских Островов.

Северные Марианские Острова делятся на 4 муниципалитета:
| № | муниципалитет    | Административный центр | Площадь, км² | Население, чел. (2020) | Плотность, чел./км² |
| - | ---------------- | ---------------------- | ------------ | ---------------------- | ------------------- |
| 1 | Северные острова | —                      | 154,75       | 7                      | 0,045               |
| 2 | Сайпан           | Капитал-Хилл           | 115,38       | 43 385                 | 376,01              |
| 3 | Тиниан           | Сан-Хосе               | 108,11       | 2044                   | 18,9                |
| 4 | Рота             | Сонгсонг               | 85,39        | 1893                   | 22,17               |
|   | Всего            |                        | 463,63       | 47 329                 | 102,08              |

## Демография

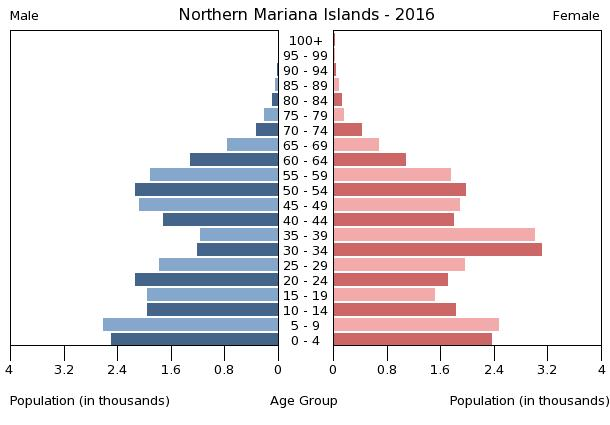
Демографическая пирамида Северных Марианских островов в 2016

Этнический состав: азиаты (филиппинцы, китайцы и др.) 56,3 %, народы Океании (в том числе чаморро) 36,3 %, смешанного происхождения 4,8 %, белые 1,8 %, другие 0,8 % (по переписи 2000 года).
Языки: филиппинские языки 24,4 %, китайский 23,4 %, чаморро (аборигенный) 22,4 %, английский 10,8 %, языки народов Океании 9,5 %, другие 9,6 % (по переписи 2000 года).

## Экономика

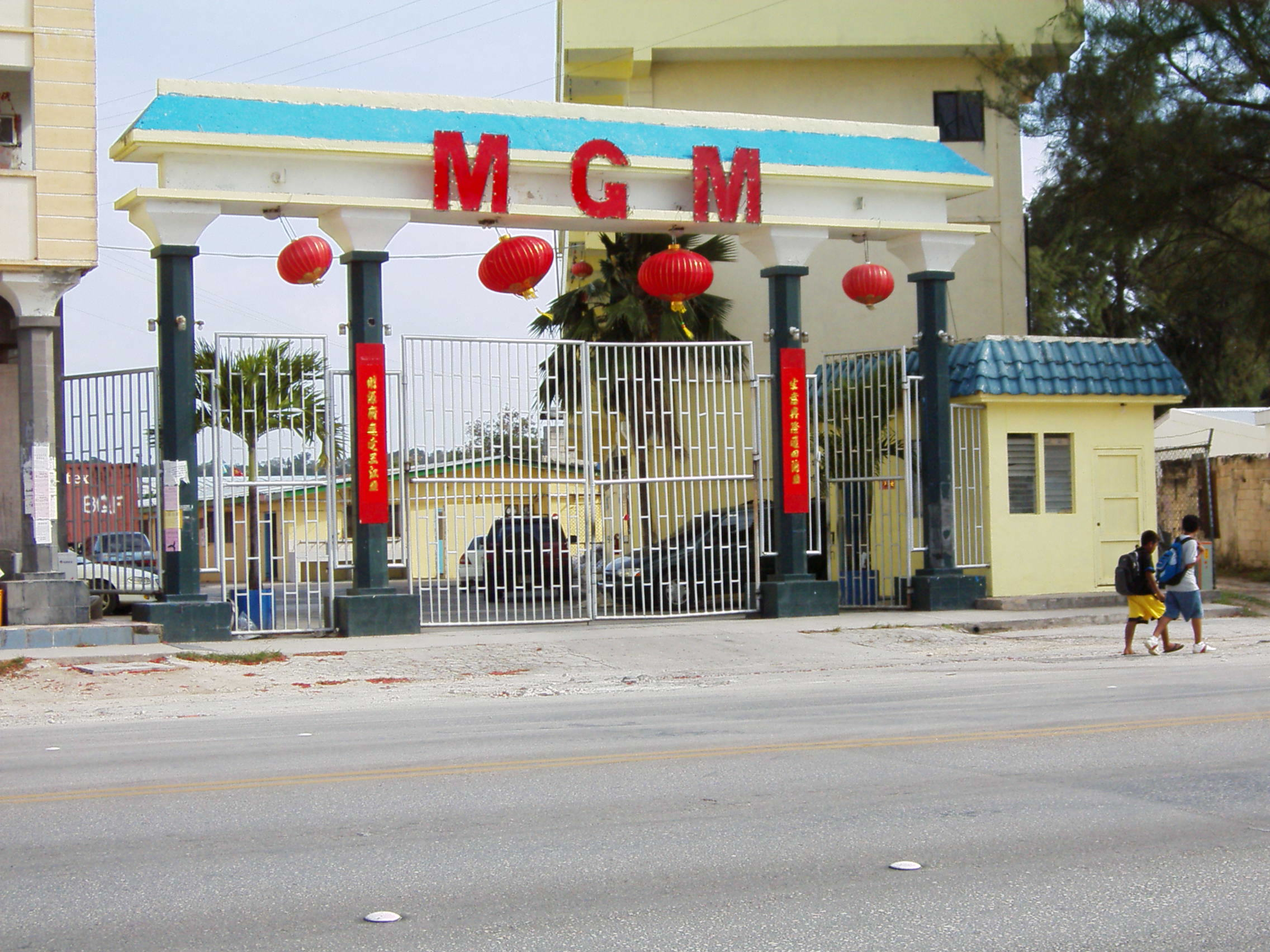
Швейная фабрика на Сайпане

Основа экономики Северных Марианских Островов — иностранный туризм (до 0,5 млн туристов в год, главным образом из Японии). До октября 2019 года граждане России имели право на безвизовый въезд на срок до 45 дней в туристических целях. В сфере обслуживания туристов — множество приезжих работников (филиппинцев, китайцев и др.)
Сельское хозяйство не обеспечивает внутренних потребностей. Выращиваются кокосы, фрукты, овощи. В небольших масштабах — животноводство и рыболовство.
Экспорт практически отсутствует, импортируются — продовольствие, промышленные товары, топливо и проч.
Существенное значение имеют финансовые дотации от США.
Денежная единица — доллар США.

## Культура

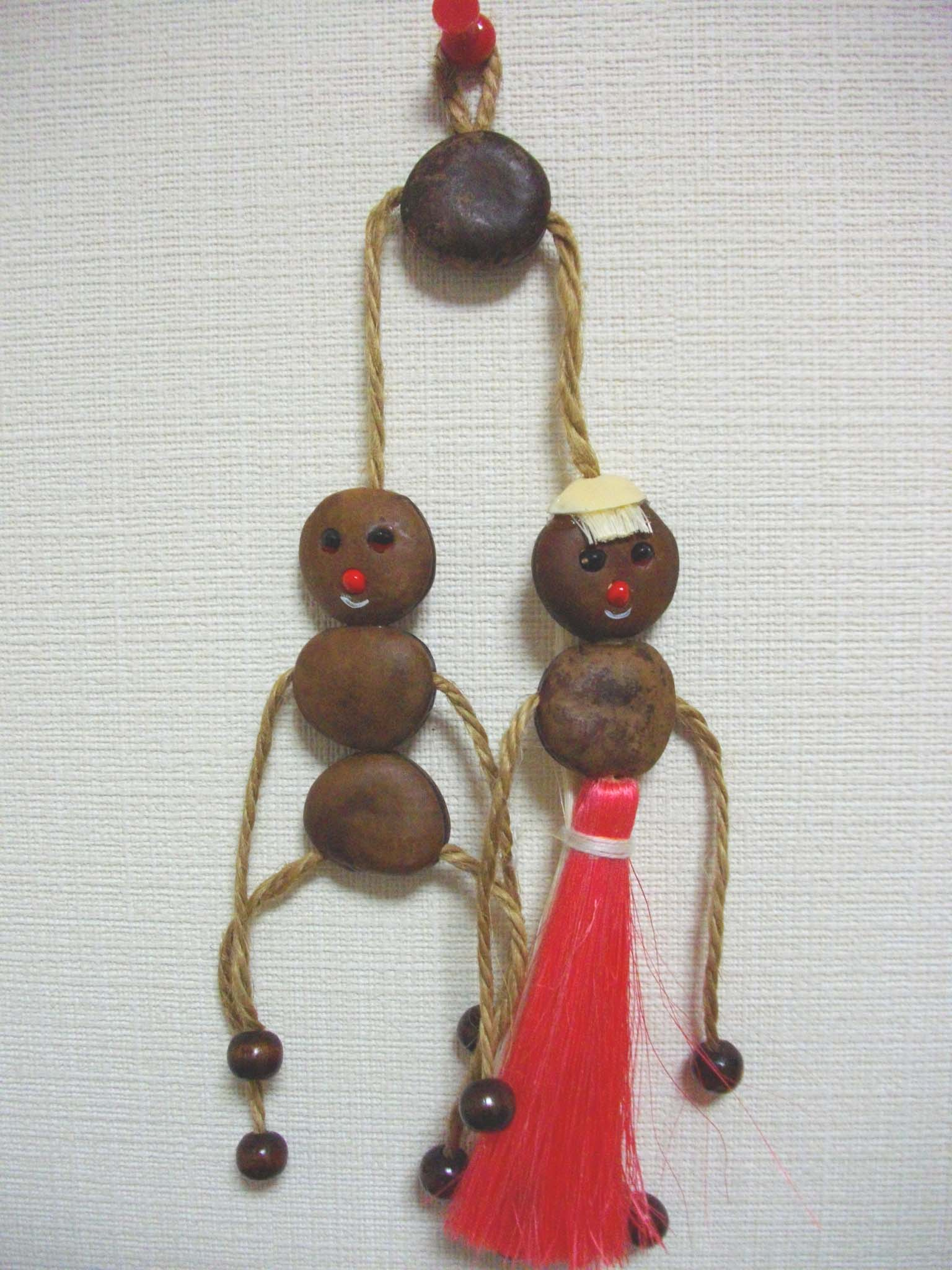
Кукла под названием «BO JO BO»

На Марианских островах прежняя аборигенная культура давно ушла в прошлое, от неё остались лишь отдельные, слабо заметные следы. Её место занял один из вариантов так называемой испанской колониальной культуры. Оказали влияние и десятилетия немецкого, затем японского и, наконец, американского владычества.
Чаморро давно уже носят одежду европейского типа, слабо сохранились традиционные элементы и в пище, утвари, жилище. О прежних социальных порядках аборигенов напоминает лишь сравнительно высокое положение женщин (следы матриархальных традиций). Прежние религиозные верования не сохранились. Нынешние чаморро в подавляющем большинстве католики.
Однако, несмотря на значительные изменения в культуре, современное метисное население Марианских островов сохранило в относительной чистоте язык своих океанийских предков.